# Pietro Ago

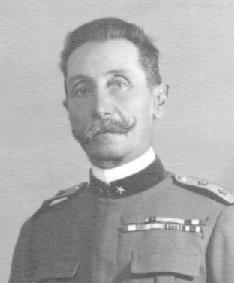
Pietro Ago

Pietro Ago (* 20. November 1872 in Girgenti, Sizilien; † 4. Januar 1966 in Rom) war ein italienischer Armeegeneral und Senator des Königreichs.

## Leben
Pietro Ago, Sohn von Felice Ago und Adelina Arnoldi, begann nach dem Schulbesuch 1890 eine Offiziersausbildung an der Militärakademie für angehende Artillerie- und Genietruppenoffiziere in Turin. Die Akademie schloss er  1893 im Rang eines Unterleutnants der Artillerie ab. 1903 besuchte er, mittlerweile zum Leutnant befördert, die Kriegsschule in Turin. Bevor Pietro Ago 1908 seinen Dienst als Stabsoffizier im italienischen Generalstab aufnahm, war er von 1903 an zunächst beim 7. und ab 1907 beim 6. Feldartillerieregiment abgestellt.
Als Stabsoffizier kam er in verschiedenen Verwendungen zum Einsatz. 1913 wurde er mit dem Ritterkreuz des Orden der Krone von Italien ausgezeichnet. Auch nach dem italienischen Kriegseintritt in den Ersten Weltkrieg im Mai 1915 diente Ago, mittlerweile bis zum Major aufgestiegen, weiter als Stabsoffizier. Nach seiner Beförderung zum Oberst im November 1916 wurde ihm das Kommando über ein Frontregiment, dem 10. Feldartillerieregiment anvertraut.
Während seines Fronteinsatzes, stand er mit seinem Regiment am Karnischen Hauptkamm im Bereich des Kleinen Pal. Anfang 1917 erhielt er das Ritterkreuz des Ritterordens der hl. Mauritius und Lazarus. Im April kehrte er kurzzeitig in den Stabsdienst zurück, zunächst im Stab des XXIV. und dann beim XXV. Armeekorps, bevor er auf direkten Wunsch von Pietro Badoglio dem II. Korps unterstellt wurde. Dort diente er bis zum Ende des Jahres. Für seine Leistungen bei den Kämpfen und der Einnahme des Monte Kuk und des Vodice am Isonzo nördlich von Görz im Zuge der 10. Isonzoschlacht wurde ihm im August 1917 das Ritterkreuz des Militärordens von Savoyen verliehen.
Nach der 12. Isonzoschlacht konnte er sich während der italienischen Rückzugsphase bis an den Piave erneut auszeichnen, wofür er die silberne Tapferkeitsmedaille erhielt. Im Dezember 1917 wurde ihm das Kommando über die Infanteriebrigade „Roma“ anvertraut. Ago kam im Zuge der Neuorganisation der italienischen Armee die Aufgabe zu, die nach der verheerenden Niederlage von Caporetto praktisch aufgeriebene Brigade neu aufzustellen. Nach der Auffrischung stand er mit seiner Einheit ab März 1918 in den Judikarien und im April, kurz vor seiner Ablösung als Kommandeur, im Val Camonica.
Ende April 1918 wurde Ago wieder Chef des Stabes des von General Albricci befehligten und an den französischen Kriegsschauplatz nach Bligny abgestellten II. Korps. Für seine Verdienste bei der Abwehr der letzten deutschen Offensive während der zweiten Marneschlacht im Juli 1918 wurde der mittlerweile zum Brigadegeneral beförderte Ago mit dem Offizierskreuz des Militärordens von Savoyen ausgezeichnet. Er verblieb bis zum Kriegsende beim II. Korps in Frankreich und nahm an der Hunderttageoffensive sowie an der Rückeroberung des Chemin des Dames teil.
Nach seiner Rückkehr nach Italien Anfang 1919 leitete Ago die für die Heeresgliederung und Mobilisierung zuständige Stelle beim italienischen Oberkommando. 1924 übernahm er das Kommando über die Infanteriebrigade „Cagliari“, die er bis zu seiner Beförderung zum Divisionär 1926 führte. Im Anschluss war er vom Juni 1926 bis zum Februar 1928 Chef des Stabes des Territorialen Armeekommandos X (Comando Militare Territoriale X) in Neapel sowie zwischen Februar 1928 und seiner Beförderung zum Generale di Corpo d’Armata im Januar 1932 Kommandeur der Territorialdivision „Perugia“. Im Jahr darauf wurde er im Juli 1933 zum designierten Armeegeneral befördert und ihm das V. Territoriale Armeekommando in Triest unterstellt.
Im Oktober des gleichen Jahres wurde er auf Vorschlag von Luigi Rava zum Senator ernannt, zugleich trat er der Faschistischen Partei bei. Im Senat war Ago von 1939 an bis zum Sturz der Regierung Mussolinis 1943 Mitglied des Senatsausschusses für die Streitkräfte sowie des für den Obersten Gerichtshofes.
Im August 1945 wurde vom Obersten Gerichtshof, der von der Regierung Bonomi mit der Verfolgung faschistischer Verbrechen beauftragt worden war (Alta corte di giustizia per le sanzioni contro il fascismo), die seine Senatsmitgliedschaft wegen aktiver Unterstützung des faschistischen Regimes und Förderung des italienischen Kriegseintritts 1940 zunächst aufgehoben. Gegen dieses Urteil ging Ago mit Erfolg vor, da er nachweisen konnte, dass seine Parteimitgliedschaft automatisch mit seiner Ernennung zum Senator verbunden war und er mit seiner Arbeit im Senat nicht das Regime aktiv unterstützt hatte.
In der Nachkriegszeit trat er nicht weiter mehr in Erscheinung, auch nicht als militärhistorischer Autor wie noch in den 1920er und 1930er Jahren. Ago starb im Alter von 93 Jahren 1966 in Rom. Aus seiner Ehe mit Maria Marini ging der Sohn Roberto Ago hervor.